# Cleisostoma striatum
Cleisostoma striatum är en orkidéart som först beskrevs av Heinrich Gustav Reichenbach, och fick sitt nu gällande namn av Nicholas Edward Brown. Cleisostoma striatum ingår i släktet Cleisostoma, och familjen orkidéer. Inga underarter finns listade i Catalogue of Life.